# 研 (羌)
研（?—?），古羌人领袖。无弋爰剑的玄孙，忍的儿子。当时秦孝公雄强，威服羌戎。孝公派太子驷率戎狄九十二国朝周显王。研非常豪健，所以羌人把他的后人称为研种。其十三代孙为烧当。